# Yamma, Yamma
"Yamma, Yamma" foi a canção finlandesa no Festival Eurovisão da Canção 1992, interpretada em finlandês por  Pave Maijanen. Foi a 12.ª canção a ser interpretada na noite do festival, a seguir à canção islandesa "Nei eða já", interpretada pelo duo Heart 2 Heart e antes da canção suíça "Mister Music Man", cantada por Daisy Auvray. Terminou o certame em  23.º e último lugar, recebendo apenas 4 pontos (3 votos da Jugoslávia e um de Israel).

## Autores
- Letrista: Hector (nome verdadeiro: Heikki Harma)
- Compositor: Pave Maijanen
- Orquestrador: Olli Ahvenlahti

## Letra
A canção é um elogio às velhas rádios de válvula,  com Maijanen isso com um estádio com "uma centena de músicos dentro dele". A temática pouco usual e o título contribuíram para que a canção tenha sido uma favorita entre os fãs do Festival Eurovisão da Canção, apesar da péssima classificação.

## Versões
Pave Maijanen gravou esta canção em inglês, com o título "Yamma-Yamma".